# Bülowstrasse (Berlins tunnelbana)
Bülowstrasse är en tunnelbanestation på linje U2 i stadsdelen Schöneberg, Berlin som fått sitt namn efter Bülowstrasse. Stationen öppnade 1902 som den västliga grenen av Berlins första tunnelbanelinje. Arkitekten Druno Möhring ritade stationen i Art noveaustil och hans son, Rudolf, ritade utvidgelsen av stationen 1929. Under andra världskriget blev stationen svårt skadad och fick därför byggas upp igen efter kriget. 1972 blev stationen tagen ur bruk som följd av problemen med delningen av Berlin.  Stationen användes därför som basar fram till den tyska återföreningen. År 1993 blev den östliga och västliga delen av U2 sammankopplad igen och stationen kunde återigen börja användas för tunnelbanetrafik.

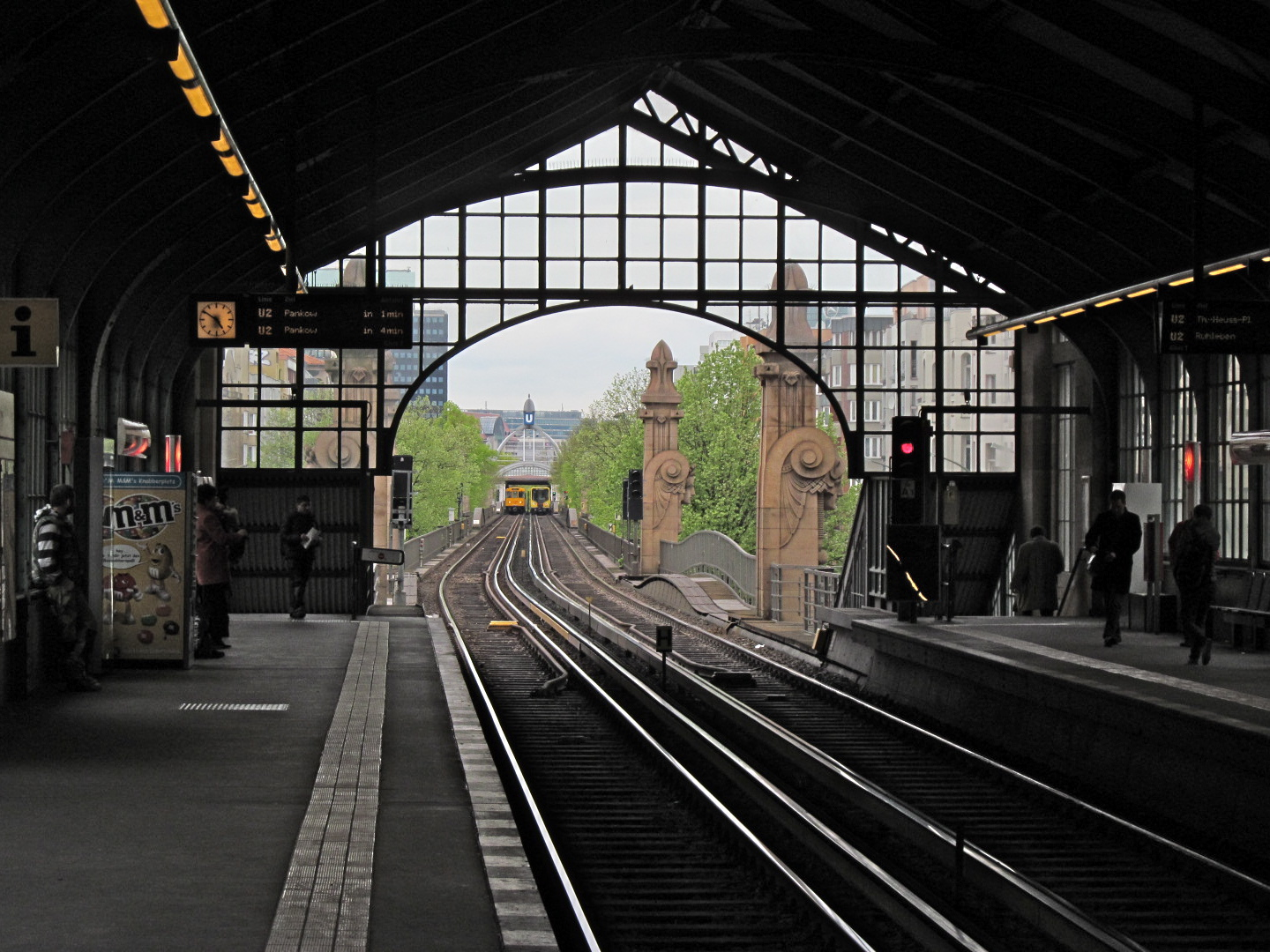
Perronger
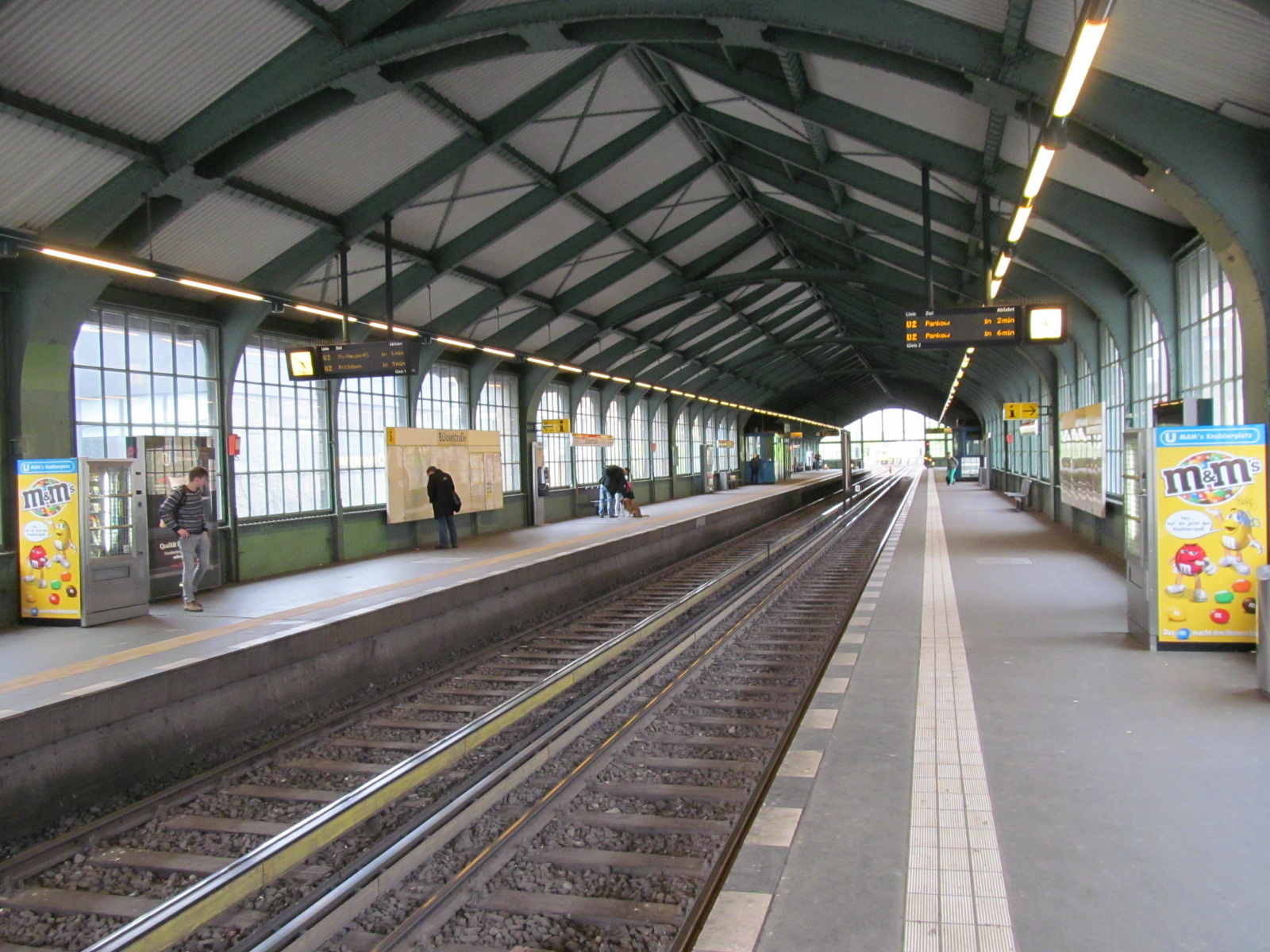
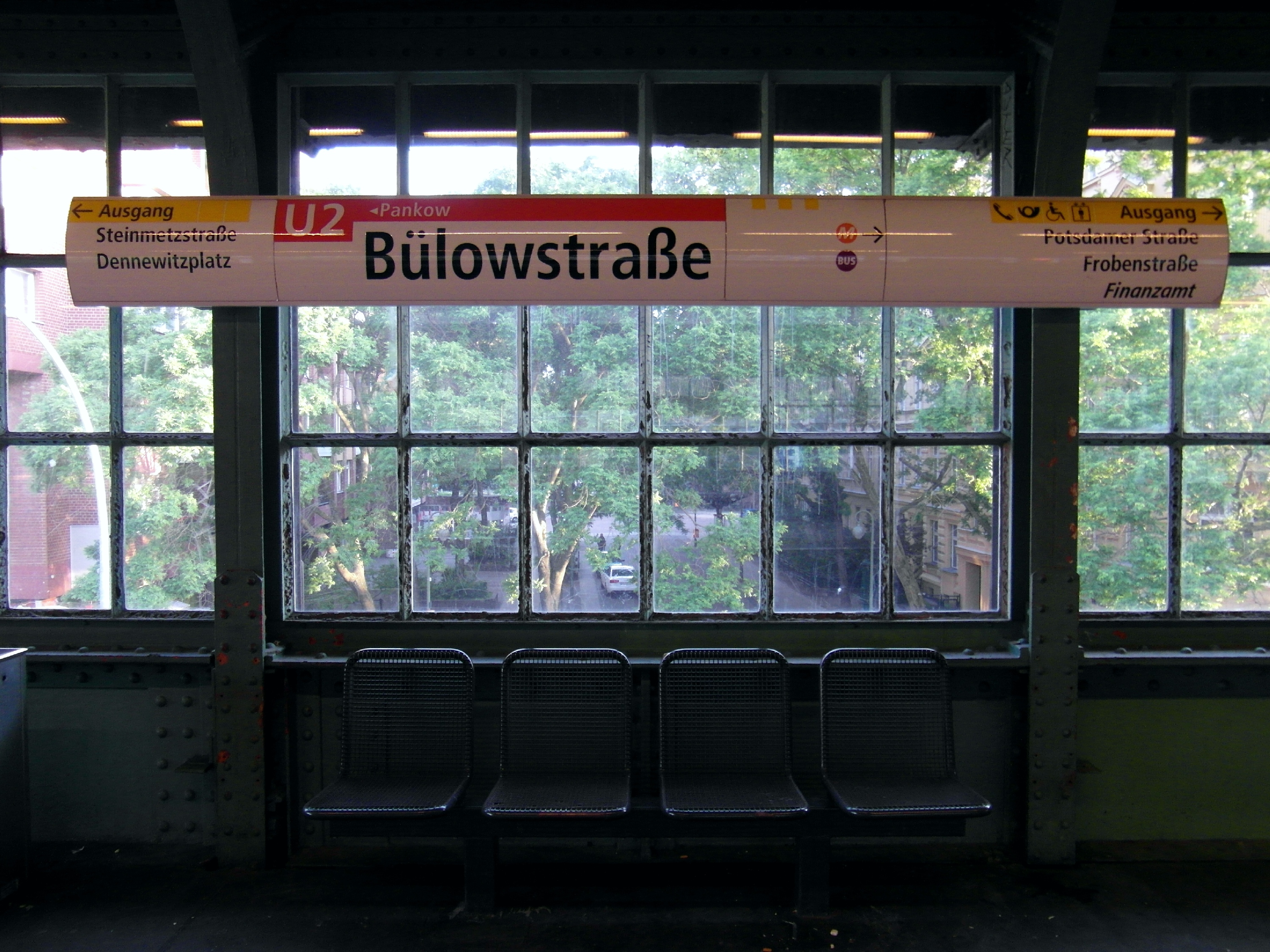
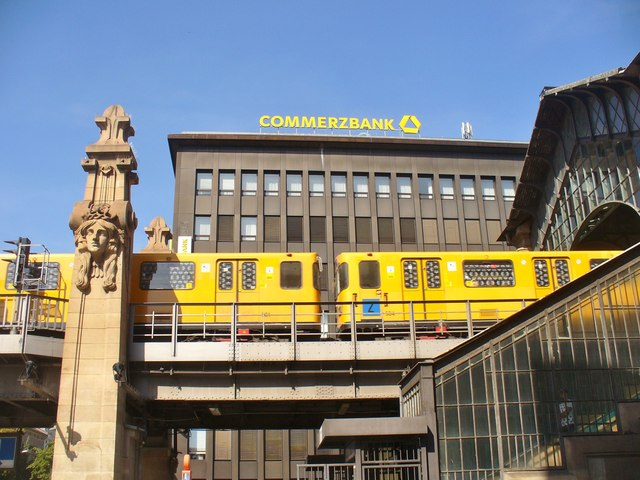
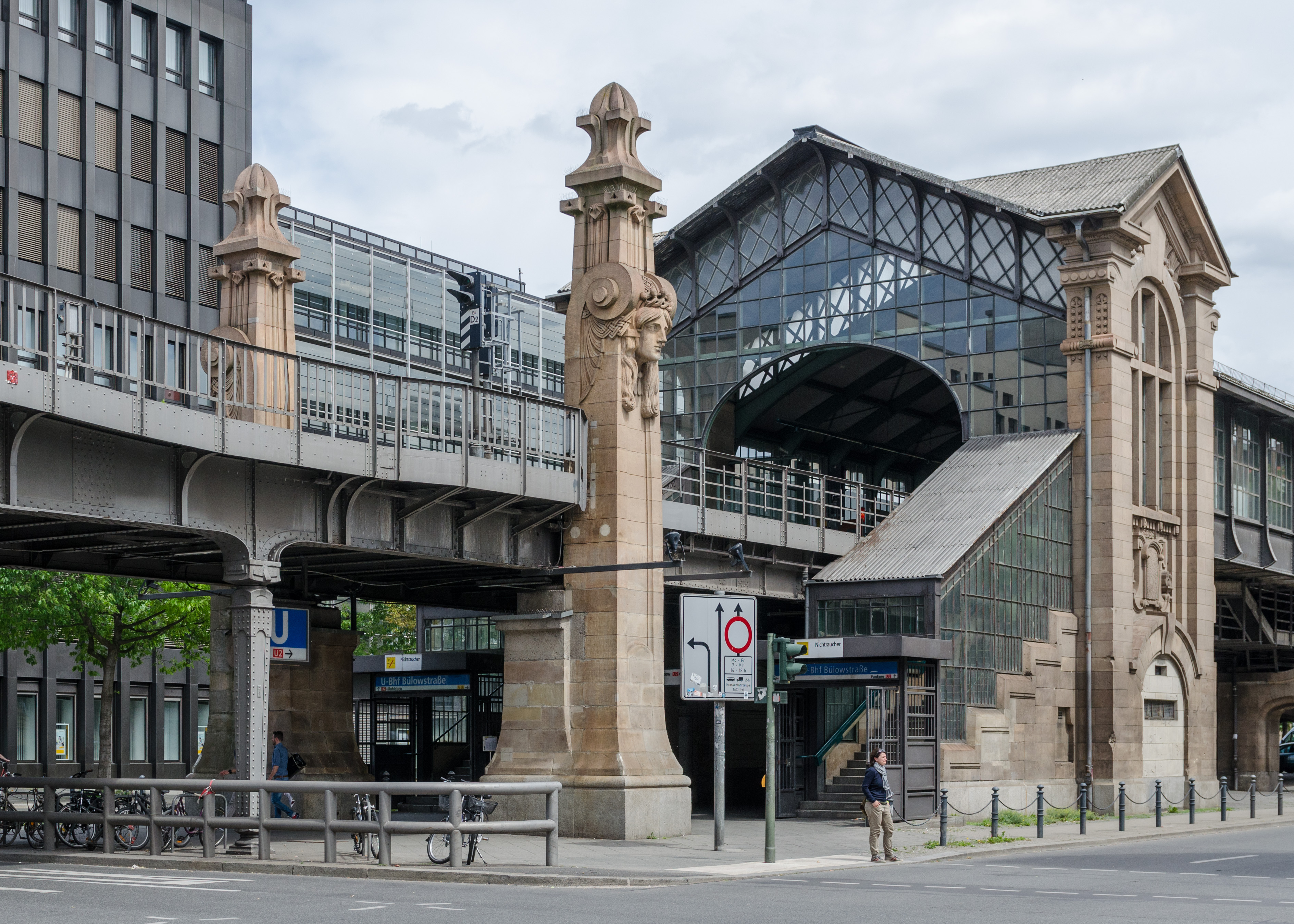
Entré
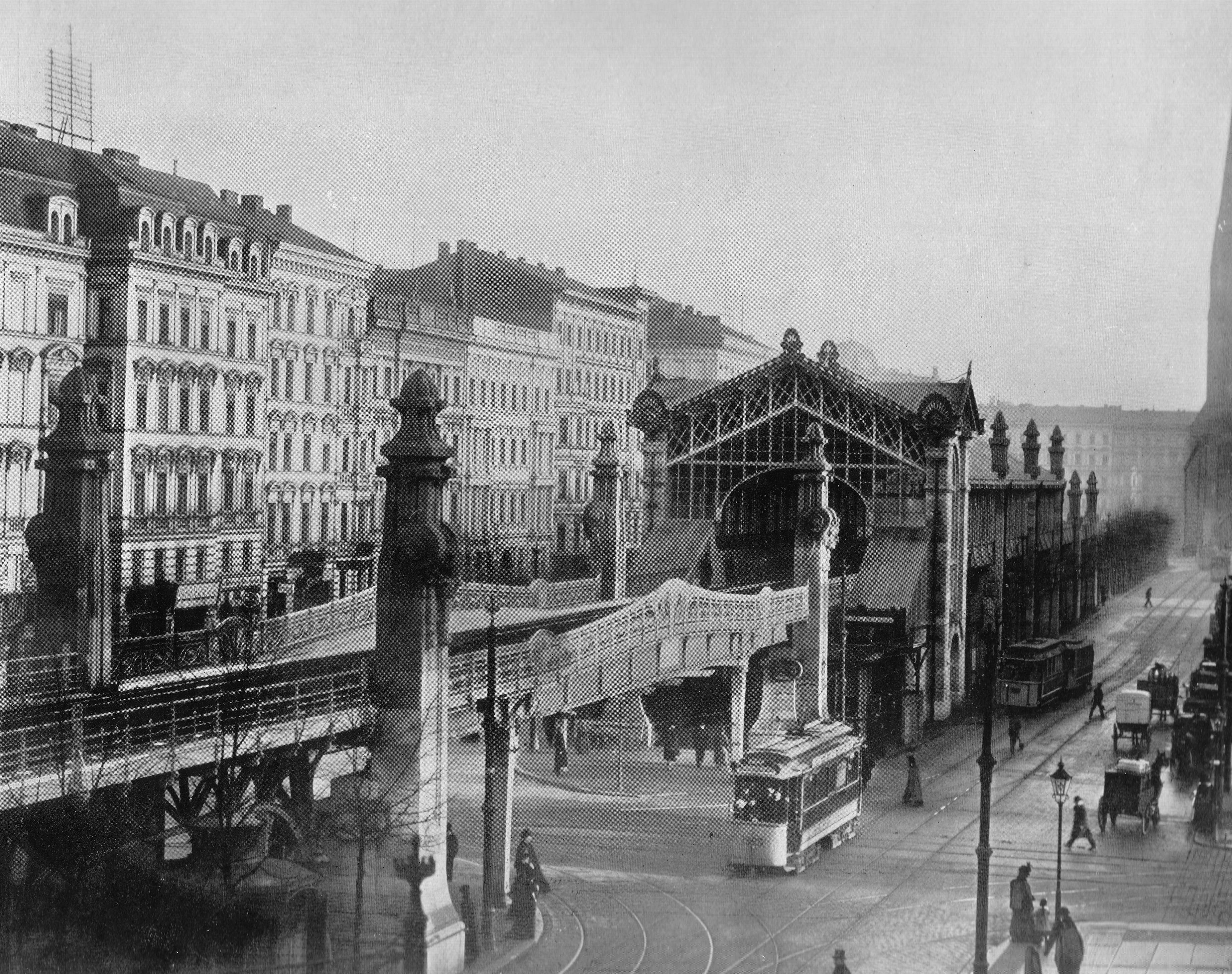
1903